# 許玟琪
許玟琪（1997年9月28日—），臺灣女子羽球運動員，現為中租企業羽球隊隊員。畢業於臺北市立大同高級中學、國立交通大學工業工程與管理學系，並繼續升讀國立陽明交通大學資訊管理與財務金融學系碩士班。曾為專心學業而離開職業賽場，重返球場後三奪全國排名賽冠軍及2021年全國運動會金牌。

## 生平
許玟琪從小好動，因而在長春國小二年級時被海選加入羽球校隊；國中、高中皆就讀羽球名校臺北市立大同高級中學。2015年，許玟琪在選拔賽中脫穎而出，獲得參加亞洲青年錦標賽和世界青年錦標賽的機會，並在世青賽獲得混合團體季軍。
高中畢業時，許玟琪認為自己在成人級賽場沒有出路而選擇專心學業，以高中體育成績保送國立交通大學工業工程與管理學系。直至大學三年級，許玟琪心生不想放棄羽球的念頭而重新投入訓練，也得到中租企業羽球隊青睞，破例簽約成為正式隊員，原已申請到交大財金所的許玟琪決定休學專心訓練，期許自己能在25歲時達成世界排名前百後退役的目標。

### 2017-2021年 重返賽場、國際賽四連冠
許玟琪重返賽場後漸露頭角。她在2017年首度代表中租羽球隊參加全國排名賽即獲得甲組女單亞軍。2019年，在亞洲大學羽球錦標賽奪冠，在全國運動會也取得女單銀牌。2020年，許玟琪在該年第一次全國排排名賽奪下生涯甲組首冠；隔年再進一步，不僅在8月的第二次全國排名賽奪冠，10月更在全運會羽球比賽奪得女單金牌。
全運會結束後，許玟琪獨自前往歐洲征戰國際賽。在第一站比利時國際賽從資格賽出發並闖入決賽，最終以21－12、16－21、21－23不敵郡司莉子，獲得亞軍。她緊接著在隔週參加匈牙利國際賽，在女單決賽以16－21、21－11、21－7擊敗艾迪蒂·巴特，獲得國際賽生涯首冠；兩周後，世界排名154的許玟琪在愛爾蘭公開賽決賽以2－1（21－9、14－21、21－15）戰勝排名31的傑克斯菲德，相隔一周於蘇格蘭公開賽戰勝相同對手。接下來她在威爾斯國際賽再次奪冠，在本次征戰歐洲收穫四冠一亞，世界排名也竄升至第73位，達成為自己所立之世界前百目標。

### 2022年 國際賽六冠、台北賽晉級準決賽
2022年3月，許玟琪再度前往歐洲征戰國際賽，在斯洛伐克羽球公開賽以第三種子的身分出發並闖入決賽，最終以1-2不敵艾迪蒂·巴特，獲得亞軍。緊接著參加葡萄牙羽球國際賽，在女單決賽以2-0擊敗楊芯宜，獲得賽季首冠。
隨後許玟琪參加了在菲律宾马尼拉舉行的亞洲羽球錦標賽，一路上擊敗了陳心瑀、德·塔·图萨，闖進了八強，也是當中碩果僅存的台灣球員，最終以0-2（19-21、9-21）不敵中國女將王祉怡，受阻4強門外。
隨後代表出賽泰国的優霸盃羽球團體賽，在小組賽面對到西班牙，澳大利亞時，都以2-0分別戰勝露西亞·羅德里奎茲、路易莎·馬，在小組賽最後一戰對上中國，出戰第一單打對上東京奧運冠軍陈雨菲，以直落二惜敗。在八強賽中，對決前世界冠軍、時任世界排名第6的日本好手奧原希望，可惜先遭到逆轉，以1-2（21-15、13-21、9-21）惜敗，最終台灣也以0-3無緣晉級。隔週參加了泰國公開賽，許玟琪從資格賽打進會內賽，會內首輪又對上日本好手奧原希望，一樣是三局激戰，最後以1-2再度飲恨。
2022年6月，為了提升世界排名的許玟琪，繼續前往歐洲征戰國際賽，在奧地利公開賽以第一種子的身分出發並闖入決賽，以2-1逆轉擊敗同胞好手宋碩芸，在隔週的義大利羽球國際賽也闖入決賽，以2-0直落二擊敗頭號種子印度選手瑪爾薇卡·班索德。在6月下旬，許玟琪在南特羽球國際挑戰賽再度晉級決賽，激戰三局以2-1再次擊敗宋碩芸，在上半年的賽季收穫4冠1亞。
在結束完歐洲賽場之後，許玟琪開始參加第二等別賽事，許玟琪參加了自家主場的台北羽球公開賽，在首輪以2-1，爆冷擊敗了第六種子來自日本的大堀彩，隨後在八強擊敗了來自美國的勞倫·林，生涯首次闖進超級賽的四強，不過最終以0-2敗給戴資穎，即使最後4強止步，許玟琪在台北賽締造生涯參加超級賽的最佳成績，且世界排名上升到38名，成為台灣女單二姊。

### 2024年 無緣奧運，重返校園

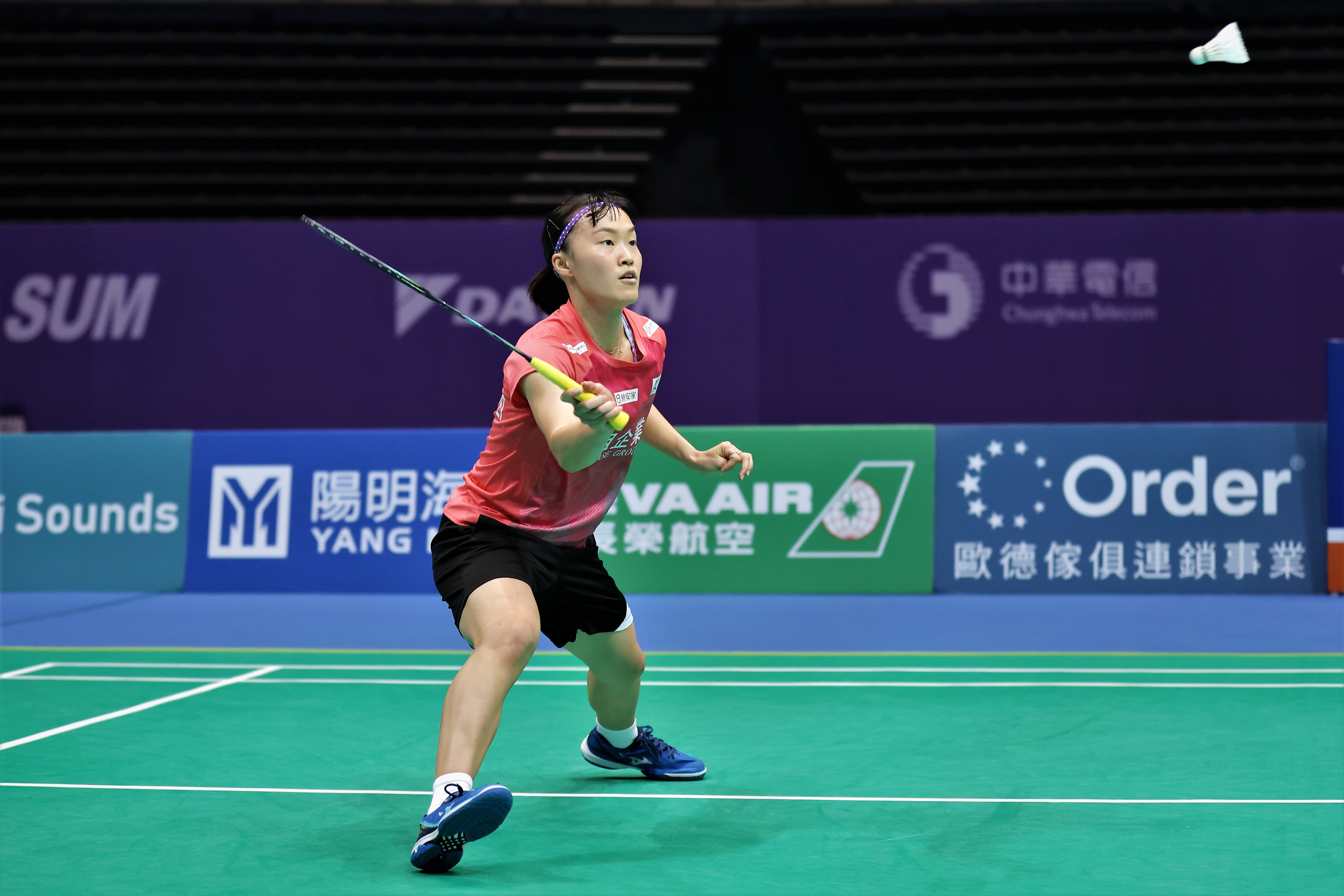
許玟琪於2024年高雄羽球大師賽

2024年5月，許玟琪未能在巴黎奧運積分週期結束後取得奧運參賽資格。6月，榮獲個人首次超級系列賽女單冠軍。9月，結束四年休學，重返交大財金所繼續學業。

## 主要比賽成績
只列出曾進入準決賽的國際賽事成績：
| 年份   | 賽事                         | 公開賽級別 | 項目     | 成績   |
| ------ | ---------------------------- | ---------- | -------- | ------ |
| 2015年 | 新加坡羽毛球國際系列賽       | 國際系列賽 | 女子單打 | 準決賽 |
| 2015年 | 世界青年羽毛球錦標賽         | 其他       | 混合團體 | 季軍   |
| 2016年 | 雪梨羽毛球國際賽             | 國際系列賽 | 女子單打 | 準決賽 |
| 2021年 | 比利時羽毛球國際賽           | 國際挑戰賽 | 女子單打 | 亞軍   |
| 2021年 | 匈牙利羽毛球國際賽           | 國際系列賽 | 女子單打 | 冠軍   |
| 2021年 | 愛爾蘭羽毛球公開賽           | 國際挑戰賽 | 女子單打 | 冠軍   |
| 2021年 | 蘇格蘭羽毛球公開賽           | 國際挑戰賽 | 女子單打 | 冠軍   |
| 2021年 | 威爾斯羽球國際賽             | 國際挑戰賽 | 女子單打 | 冠軍   |
| 2022年 | 斯洛伐克羽毛球公開賽         | 未來系列賽 | 女子單打 | 亞軍   |
| 2022年 | 葡萄牙羽毛球國際賽           | 國際系列賽 | 女子單打 | 冠軍   |
| 2022年 | 奧地利羽毛球公開賽           | 國際系列賽 | 女子單打 | 冠軍   |
| 2022年 | 意大利羽毛球國際賽           | 國際挑戰賽 | 女子單打 | 冠軍   |
| 2022年 | 南特羽毛球國際挑戰賽         | 國際挑戰賽 | 女子單打 | 冠軍   |
| 2022年 | 台北羽毛球公開賽             | 超級300賽  | 女子單打 | 準決賽 |
| 2022年 | 荷蘭羽球公開賽               | 國際挑戰賽 | 女子單打 | 冠軍   |
| 2023年 | 泰國羽毛球大師賽             | 超級300賽  | 女子單打 | 準決賽 |
| 2023年 | 夏季世界大學運動會羽毛球比賽 | 其他       | 混合團體 | 金牌   |
| 2023年 | 夏季世界大學運動會羽毛球比賽 | 其他       | 女子單打 | 銅牌   |
| 2023年 | 西德·莫迪羽毛球國際賽        | 超級300賽  | 女子單打 | 準決賽 |
| 2023年 | 古瓦哈蒂羽毛球大師賽         | 超級100賽  | 女子單打 | 準決賽 |
| 2024年 | 高雄羽球大師賽               | 超級100賽  | 女子單打 | 冠軍   |
| 2025年 | 印尼羽毛球大師賽             | 超級500賽  | 女子單打 | 準決賽 |

| 2007-2017年 | 首要超級賽 | 超級賽 | 黃金大獎賽 | 大獎賽 | 國際挑戰賽 | 國際系列賽 | 未來系列賽 | 其他 |

| 2018-2026年 | 總決賽 | 超級1000賽 | 超級750賽 | 超級500賽 | 超級300賽 | 超級100賽 | 國際挑戰賽 | 國際系列賽 | 未來系列賽 | 其他 |

### 奧運會和世錦賽參賽紀錄
|          | 2023 |
| -------- | ---- |
| 女子單打 | 32強 |

## 外部連結
- 許玟琪在世界羽球聯盟的登錄資料
- 許玟琪的Instagram帳戶